# Babur ibn Baysunkur
Abu l-Kasim Babur ibn Baysunkur ibn Xa-Rukh (transliterat també com Abu'l-Qasem Mirza Babor bin Baysonqor bin Sahrok), conegut simplement com a Babur Ibn Baysunkur (1422- 22 de març de 1457) fou sultà timúrida de Khorasan (Herat), fill de Baysunkur, net de Xah-Rukh, i besnet de Tamerlà. La seva mare fou una concubina de Baysunkur de nom Gowhar-nasab.

## Biografia
Babur és descrit com humild i modest i sempre amb una disposició agradable. Com altres dels seus parents timúrides fou un príncep cultivat que va escriure poesia sota el nom de Babur; també se l'esmenta com a Babur Kalandar, i es diu que s'inclinava cap al sufisme i que havia estudiat els texts classics sufites; hauria fet alguns escrits menors sobre el sufisme. Es veu que no era gaire apreciat pel seu avi Xa-Rukh, que preferia als seus germans (germanastres) Ala al Dawla i Sultan Muhammad, i va haver de viure amb certa marginació d'una estipendi que li fou assignat. Al final de la vida del seu avi (1447). va participar en les lluites successòries, i junt amb Khalil Sultan, un rebesnet de Tamerlà (Timur), es va apoderar dels subministraments de l'exèrcit i es va dirigir al nord-est, i va aconseguir ser reconegut com a sobirà del Mazanderan per Amir Henduka, general de Xa-Rukh que havia estat passant l'hivern al Gurgan; va continuar cap al Khorasan en contra del seu germà Ala al-Dawla, que governava amb seu a Herat, però després d'un intent de batalla, els dos germans van acordar fixar el limit entre els seus territoris a Ḵabūšān (Qūčān) una comarca bastant propera a Mashad. Babur va establir la seva seu a Astarabad.
Mentre Ulugh Beg (sultà de Samarcanda, 1409-1449), fill i hereu llegitim de Xa-Rukh, va envair Khorasan (1448) per eliminar també a Ala al-Dawla que dominava Herat, i el va derrotar a Tarnab, entrant a Mashad, mentre el seu fill Abd al-Latif Mirza (després sultà a Samarcanda del 1449 al 1450) va conquerir Herat. Ala al-Dawla va fugir cap al territori de Babur però després es va refugiar al sud-oest de l'Afganistan. Però Ulugh Beg considerava Transoxiana el seu domini principal i quan va saber que la regió estava amenaçada pels uzbeks, no va voler romandre a Khorasan i es va retirar cap a Samarcanda abandonant Mashad. Just en aquell moment arribava Babur amb un exèrcit en suport del seu germà Ala al-Dawla, i va causar pèrdues a l'exèrcit d'Ulugh Beg que en aquell moment també estava enfrontat al seu fill Abd al-Latif Mirza, i aprofitant el buit de poder va dominar el Khorasan ocupant l'abandonada Mashad i poc després també Herat (febrer de 1449) d'on vint dies abans havia estat expulsat Abd al-Latif Mirza a mans de Yar Ali, cap dels turcmans Kara Koyunlu. Ala al-Dawla va intentar el retorn i va fer algunes expedicions, però mai va posar en perill el domini de Babur. A Herat Babur va encunyar les seves primeres monedes i el seu nom fou llegit a la plegaria del divendres, esdevenint així
un dels tres principals sobirans timúrides, junt amb Ulug Beg de Transoxiana (Samarcanda) i Sultan Muhammad de Pèrsia (Fars i l'Iraq Ajamita). El 1449 va morir Ulug Beg i el seu fill Abd al-Latif Mirza el va succeir a Samarcanda.
Sultan Muhammad aviat va envair el Khorasan (1450) i va derrotar a Babur a Jam, prop de Mashad (març del 1450). Babur es va retirar a Astarabad, on aviat va començar a rebre desertors de l'exèrcit del seu germanastre. Aquell hivern (1450 a 1451) a Herat hi va haver una epidèmia de fam, i això, junt a les exaccions del principal amir (general) del sobirà, van fer el regnat impopular. Babur, conscient de la situació, en arribar el bon temps va iniciar la reconquesta del Khurasan. Sultan Muhammad fou derrotat i va fugir a l'Iraq Ajamita, però Ala al-Dawla va aprofitar aquestes lluites per recuperar Herat. Però quan Babur va marxar contra la ciutat, Ala al-Dawla va fugir ràpidament a Balkh i Babur va entrar a Herat sense resistència. Va dominar Kabul el 1451 on va eliminar una branca timúrida.. Babur va ordenar llavors cegar a Ala al-Dawla de Balkh, però l'operació es va fer de tal manera que aquest va conservar la vista.
El 1451 Sultan Muhammad va provar de recuperar el Khorasan; Babur li va sortir al pas i en un combat a Čenārān el va fer presoner i el va executar (1451). El cos de Sultan fou enviat a Herat on fou enterrat al costat del seu pare Baysunkur. Aquesta victoria li va permetre controlar l'Iraq Ajamita i Fars. No obstant l'emir dels Kara Koyunlu, Jahan-Xah ibn Kara Yusuf que romania com nominal vassall timúrida als territoris perses, es va revoltar i va assetjar Qom i Sava (Saveh). Babur va marxar contra ell (primavera del 1452) per la ruta del desert cap a Yadz, pensant que com que Sultan Muhammad només unes setmanes abans havia envaït el Khorasan per la via de Rayy, en aquesta ruta no hi hauria provisions, però Jahan-Xah ho va interpretar com que no era prou fot per anar per una ruta que ell dominava. La manera en què Babur va anunciar la seva victòria sobre Sultan Muhammad va convèncer Jahan-Xah que la seva interpretació era la correcta; Babur es va dirigir a Siraz per assolir el control del territori timúrida de Fars. Babur va enviar a Jahan-Xah una carta amb segell reial (muhr-i humäyün) en lloc d'un decret reial (farmän-i jahän-mutal) molt més ostentós, on li demanava l'entrega del tresor i tribut (bakh) i taxes (kharadj) de la província de l'Azerbaidjan d'acord amb el qual s'havia pactat el 1435 amb Xah-Rukh i que la khutba i la moneda s'havien de fer en nom de Babur (Abu l-Kasim Babur). Babur va arribar a Siraz on fou reconegut. El 2 d'agost de 1452 Babur va sortir de Shiraz cap al nord per alliberar Qom que estava assetjada per Jahan-Xah, però en lloc d'això es va desviar cap al nord-est des de Küshk-i Zard (entre Shiraz i Esfahan) i es va dirigir al Khorasan on, en la seva absència, el seu germà Ala al-Dawla s'havia revoltat una vegada més i havia intentar agafar el poder, però havia estat rebutjat per les forces lleials a Babur i havia fugit per refugiar-se amb Jahan-Xah; els emirs havien informat Babur que segurament Ala al-Dawla planejava el retorn i per això va decidir anar a Herat, i mentre era allí, els Kara Koyunlu dirigits per Jahan-Xah i pel seu fill Pir Budak (II) van ocupar Qom, Esfahan i Shiraz, és a dir tot l'Iraq Ajamita i Fars, en pocs mesos; poc després la província de Yadz fou abandonada també als turcmans. Abarkuh va resistir fins al 1453. En aquest temps havia construït a Herat escribes una casa de plaer (ṭarab-ḵāna) de la que es conserva una descripció en un escrit històric.
Babur va desistir de recuperar l'Iraq Ajamita i el Fars (1453) i va decidir expandir-se cap a Transoxiana on governava el seu cosí (de la branca timurida de Miran Shah) Abu Said ibn Muḥammad ibn Miranshah ibn Timur, aprofitant que aquest havia atacat i ocupat Balkh. Va atacar Samarcanda (octubre de 1454) però aviat (al cap de sis setmanes) es va fer un acord de pau que establia l'Oxus com a frontera i es bescanviaven els presoners; l'acord fou respectat fins a la mort de Babur.
Llavors va marxar al sud on va conquerir Sistan i Kirman que estava en mans d'un vassall rebel, Shah Husayn, i també va sufocar una revolta a la fortalesa d'Emad, però el domini del Kirman fou només temporal i els atacs en direcció a Rayy van fracassar. Al començament del 1455 va patir algunes malalties seguides, de les que es va recuperar, i va decidir que l'any següent feria el pelegrinatge a Mashad, on efectivament va arribar l'octubre del 1456. Allí va passar l'hivern (1456-1457) i va morir probablement enverinat el 22 de març de 1457. Fou enterrat a la mateixa ciutat al costat de la tomba de l'imam Ali al-Riza.
El va succeir com a sultà el seu fill Shah Mahmud d'onze anys sota regència de l'emir Shir Hajji. Babur fou el primer patró del sultà timúrida Husayn Baykara (1438-1506),que va entrar al seu servei a Herat als 14 anys i al que després es va reunir el seu germà adoptiu Ali Shir Navai el pare del qual es creu que ocupava un alt càrrec al govern de Babur.

## Esposes
- Dawlat Sultan Begum, filla d'Abu Sa'id Daruga
  - Sultan Mahmud Mirza
- Begi Jan Agha, filla de Kodadad Husayni
- Kanizak Begi Agha
  - Una filla